# Hillel Konaté
Yored Hillel Konaté (ur. 28 grudnia 1994 w Poitiers) – burkiński piłkarz grający na pozycji bramkarza. Od 2022 jest zawodnikiem klubu LB Châteauroux.

## Kariera klubowa
Swoją karierę piłkarską Konaté rozpoczął w klubie FC Sochaux-Montbéliard. W latach 2012–2015 występował w rezerwach tego klubu. W 2016 roku został zawodnikiem klubu US Boulogne. 24 marca 2017 zadebiutował w nim w trzeciej lidze francuskiej w wygranym 2:0 wyjazdowym meczu z ASM Belfort. W US Boulogne grał przez dwa lata.
Latem 2018 Konaté przeszedł do Valenciennes FC. Swój debiut w nim zaliczył 21 września 2018 w wygranym 4:1 domowym meczu z Red Star FC. W Valenciennes występował do końca sezonu 2022/2023.
Larem 2023 Konaté został zawodnikiem klubu LB Châteauroux. Zadebiutował w nim 11 sierpnia 2023 w przegranym 0:2 wyjazdowym spotkaniu z SO Cholet.
| Sezon   | Klub                     | Kraj    | Rozgrywki              | Mecze | Bramki |
| ------- | ------------------------ | ------- | ---------------------- | ----- | ------ |
| 2012/13 | FC Sochaux-Montbéliard B | Francja | CFA                    | 2     | 0      |
| 2013/14 | FC Sochaux-Montbéliard B | Francja | CFA                    | 13    | 0      |
| 2014/15 | FC Sochaux-Montbéliard B | Francja | CFA                    | 20    | 0      |
| 2016/17 | US Boulogne              | Francja | Championnat National   | 7     | 0      |
| 2016/17 | US Boulogne B            | Francja | CFA 2                  | 13    | 0      |
| 2017/18 | US Boulogne              | Francja | Championnat National   | 2     | 0      |
| 2017/18 | US Boulogne B            | Francja | Championnat National 3 | 9     | 0      |
| 2018/19 | Valenciennes FC          | Francja | Ligue 2                | 6     | 0      |
| 2019/20 | Valenciennes FC B        | Francja | Championnat National 3 | 4     | 0      |
| 2020/21 | Valenciennes FC          | Francja | Ligue 2                | 5     | 0      |
| 2021/22 | Valenciennes FC B        | Francja | Championnat National 3 | 2     | 0      |
| 2022/23 | Valenciennes FC          | Francja | Ligue 2                | 2     | 0      |

## Kariera reprezentacyjna
W reprezentacji Burkiny Faso Konaté zadebiutował 27 września 2022 w wygranym 2:1 towarzyskim meczu z Komorami, rozegranym w Casablance. W 2024 roku powołano go do kadry na Puchar Narodów Afryki 2023. Nie rozegrał w nim żadnego meczu.